# MedlinePlus

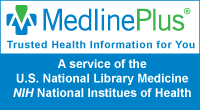

MedlinePlus là một trang web miễn phí cung cấp thông tin về y tế của người tiêu dùng dành cho các bệnh nhân, gia đình, và các nhà cung cấp dịch vụ chăm sóc y tế. Trang web tập hợp thông tin từ United States National Library of Medicine (Thư viện Y khoa Quốc gia Hoa Kỳ), National Institutes of Health (NIH) (Viện Y tế Quốc gia), từ các cơ quan chính phủ khác của Hoa Kỳ, và các tổ chức liên quan đến y tế. Thư viện Y khoa Quốc gia Hoa Kỳ phát hành và duy trì trang web. MedlinePlus còn có một phiên bản khác là MedlinePlus en español dùng để cung cấp nhữg nội dung tương tự cho cộng đồng nói tiếng Tây Ban Nha và một trang web tối ưu hóa hiển thị trên điện thoại di động bằng cả tiếng Anh và tiếng Tây Ban Nha. Hơn 150 triệu người trên khắp thế giới sử dụng MedlinePlus mỗi năm.
Nội dung:
- Thông tin y tế và Bách khoa toàn thư Y khoa về hàng trăm bệnh, tình trạng, và các vấn đề chăm sóc sức khỏe.
- Thông tin về dược phẩm
- Thông tin về thảo dược và chế độ dinh dưỡng bổ sung
- A Từ điển y khoa
- Những bài viết về tin tức y tế từ Reuters, HealthDay và các thông cáo báo chí của các tổ chức y tế lớn.
- Danh bạ các bác sĩ, nha sĩ, bệnh viện, phòng khám, và các nhà cung cấp dịch vụ chăm sóc sức khỏe khác.
- Video của các thủ tục phẫu thuật and Video giải phẫu
- Các hướng dẫn Y tế sử dụng hình ảnh động và âm thanh để giải thích các điều kiện và thủ tục.
- MedlinePlus Connect, một dịch vụ kết nối các bệnh nhân hoặc các nhà cung cấp trong hệ thống hồ sơ y tế điện tử (EHR) với những thông tin liên quan của MedlinePlus về tình trạng hoặc dược phẩm.
- Dành cho điện thoại di động truy cập Lưu trữ ngày 13 tháng 2 năm 2013 tại Wayback Machine.